# Heimertshausen
Heimertshausen ist ein Stadtteil von Kirtorf im Norden des mittelhessischen Vogelsbergkreises.

## Ortsgeschichte

### Mittelalter
Am 26. Juni 1272 wurde der Ort erstmals urkundlich erwähnt: „... in villam nostram in Heimershusen ...“. (In unserem Dorf Heimertshausen). Dieser Verkauf wurde in einem Kopiar aus dem 14. Jahrhundert überliefert. Die Herren von Romrod verkauften das ganze Dorf an das Haus des Deutschritterordens in Marburg mit allen Rechten.
1272 wird auch die Siedlungsform villa für den Ort angegeben. Elf Jahre später lautet ein Eintrag: „... apud villam Heimershusin ...“ (Beim Dorf Heimertshausen) und schließlich 1370: „... uz Heimuodeschem...“
Der Ortsname wird als „Siedlung des Heimwart“ erklärt.
Standesherren waren die Herren von Romrod und später die Herren von Lehrbach, die den Ort an den Deutschritterorden Haus Marburg verkauften, die ihn schließlich 1528 ebenfalls veräußerten. Dann folgten die hessischen Landgrafen.

### Neuzeit
Die Statistisch-topographisch-historische Beschreibung des Großherzogthums Hessen berichtet 1830 über Heimertshausen:

„Heimertshausen (L. Bez. Kirtorf) evangel. Filialdorf; liegt an dem Kleinbach, 1 St. von Kirtorf, hat 1 Kirche, 67 Häuser und 401 evangelische Einwohner. In der Gemarkung wurde früher Bergbau getrieben.“

Hessische Gebietsreform (1970–1977)
Am 1. August 1972 wurde Heimertshausen im Zuge der Gebietsreform in Hessen durch Landesgesetz in die Stadt Kirtorf eingegliedert.

### Verwaltungsgeschichte im Überblick
Die folgende Liste zeigt die Staaten und Verwaltungseinheiten, denen Heimertshausen angehört(e):
- vor 1567: Heiliges Römisches Reich, Landgrafschaft Hessen, Amt Romrod
- ab 1567: Heiliges Römisches Reich, Landgrafschaft Hessen-Marburg, Amt Romrod[14]
- 1604–1648: Heiliges Römisches Reich, strittig zwischen Landgrafschaft Hessen-Darmstadt und Landgrafschaft Hessen-Kassel (Hessenkrieg)
- ab 1604: Heiliges Römisches Reich, Landgrafschaft Hessen-Darmstadt, Oberfürstentum Hessen, Oberamt Alsfeld, Amt Romrod
- ab 1806: Großherzogtum Hessen, Fürstentum Oberhessen, Oberamt Alsfeld, Amt Romrod[15][16]
- ab 1815: Großherzogtum Hessen, Provinz Oberhessen, Amt Romrod[17]
- ab 1821: Großherzogtum Hessen, Provinz Oberhessen, Landratsbezirk Romrod[18][Anm. 2]
- ab 1832: Großherzogtum Hessen, Provinz Oberhessen, Kreis Alsfeld
- ab 1848: Großherzogtum Hessen, Regierungsbezirk Alsfeld
- ab 1852: Großherzogtum Hessen, Provinz Oberhessen, Kreis Alsfeld
- ab 1867: Norddeutscher Bund, Großherzogtum Hessen, Provinz Oberhessen, Kreis Alsfeld
- ab 1871: Deutsches Reich, Großherzogtum Hessen, Provinz Oberhessen, Kreis Alsfeld
- ab 1918: Deutsches Reich, Volksstaat Hessen, Provinz Oberhessen, Kreis Alsfeld
- ab 1938: Deutsches Reich, Volksstaat Hessen, Landkreis Alsfeld
- ab 1945: Deutsches Reich, Amerikanische Besatzungszone, Groß-Hessen, Regierungsbezirk Darmstadt, Landkreis Alsfeld
- ab 1946: Deutsches Reich, Amerikanische Besatzungszone, Hessen, Regierungsbezirk Darmstadt, Landkreis Alsfeld
- ab 1949: Bundesrepublik Deutschland, Hessen, Regierungsbezirk Darmstadt, Landkreis Alsfeld
- ab 1972: Bundesrepublik Deutschland, Hessen, Regierungsbezirk Darmstadt, Vogelsbergkreis, Stadt Kirtorf
- ab 1981: Bundesrepublik Deutschland, Hessen, Regierungsbezirk Gießen, Vogelsbergkreis, Stadt Kirtorf

### Gerichte seit 1803
In der Landgrafschaft Hessen-Darmstadt wurde mit Ausführungsverordnung vom 9. Dezember 1803 das Gerichtswesen neu organisiert. Für die Provinz Oberhessen wurde das Hofgericht Gießen als Gericht der zweiten Instanz eingerichtet. Die Rechtsprechung der ersten Instanz wurde durch die Ämter bzw. Standesherren vorgenommen und somit war für Heimertshausen das „Amt Romrod“ zuständig. Nach der Gründung des Großherzogtums Hessen 1806 wurden die Aufgaben der ersten Instanz 1821 im Rahmen der Trennung von Rechtsprechung und Verwaltung auf die neu geschaffenen Landgerichte übertragen. „Landgericht Homberg an der Ohm“ war daher von 1821 bis 1879 die Bezeichnung für das erstinstanzliche Gericht in Homberg an der Ohm, das für Heimertshausen zuständig war.
Anlässlich der Einführung des Gerichtsverfassungsgesetzes mit Wirkung vom 1. Oktober 1879, infolge derer die bisherigen großherzoglichen Landgerichte durch Amtsgerichte an gleicher Stelle ersetzt wurden, während die neu geschaffenen Landgerichte nun als Obergerichte fungierten, kam es zur Umbenennung in „Amtsgericht Homberg an der Ohm“ und Zuteilung zum Bezirk des Landgerichts Gießen. Gleichzeitig wurde Heimertshausen dem Bereich des Amtsgerichts Alsfeld zugeordnet.

## Bevölkerung

### Einwohnerstruktur 2011
Nach den Erhebungen des Zensus 2011 lebten am Stichtag dem 9. Mai 2011 in Heimertshausen 318 Einwohner. Darunter waren 3 (0,9 %) Ausländer. Nach dem Lebensalter waren 57 Einwohner unter 18 Jahren, 99 zwischen 18 und 49, 81 zwischen 50 und 64 und 81 Einwohner waren älter. Die Einwohner lebten in 120 Haushalten. Davon waren 27 Singlehaushalte, 42 Paare ohne Kinder und 39 Paare mit Kindern, sowie 12 Alleinerziehende und keine Wohngemeinschaften. In 30 Haushalten lebten ausschließlich Senioren und in 66 Haushaltungen lebten keine Senioren.

### Einwohnerentwicklung
| • 1791: | 330 Einwohner            |
| • 1800: | 318 Einwohner            |
| • 1806: | 335 Einwohner, 60 Häuser |
| • 1829: | 401 Einwohner, 67 Häuser |
| • 1867: | 366 Einwohner, 65 Häuser |

| Heimertshausen: Einwohnerzahlen von 1791 bis 2015 | Heimertshausen: Einwohnerzahlen von 1791 bis 2015 | Heimertshausen: Einwohnerzahlen von 1791 bis 2015 | Heimertshausen: Einwohnerzahlen von 1791 bis 2015 | Heimertshausen: Einwohnerzahlen von 1791 bis 2015 |
| --- | ------------------------------------------------- | ------------------------------------------------- | ------------------------------------------------- | ------------------------------------------------- |
| Jahr |                                                   |                                                   |                                                   | Einwohner                                         |
| 1791 | 1791                                              |                                                   | 330                                               | 330                                               |
| 1800 | 1800                                              |                                                   | 318                                               | 318                                               |
| 1806 | 1806                                              |                                                   | 335                                               | 335                                               |
| 1829 | 1829                                              |                                                   | 401                                               | 401                                               |
| 1834 | 1834                                              |                                                   | 381                                               | 381                                               |
| 1840 | 1840                                              |                                                   | 380                                               | 380                                               |
| 1846 | 1846                                              |                                                   | 377                                               | 377                                               |
| 1852 | 1852                                              |                                                   | 362                                               | 362                                               |
| 1858 | 1858                                              |                                                   | 353                                               | 353                                               |
| 1864 | 1864                                              |                                                   | 377                                               | 377                                               |
| 1871 | 1871                                              |                                                   | 365                                               | 365                                               |
| 1875 | 1875                                              |                                                   | 358                                               | 358                                               |
| 1885 | 1885                                              |                                                   | 320                                               | 320                                               |
| 1895 | 1895                                              |                                                   | 335                                               | 335                                               |
| 1905 | 1905                                              |                                                   | 358                                               | 358                                               |
| 1910 | 1910                                              |                                                   | 318                                               | 318                                               |
| 1925 | 1925                                              |                                                   | 324                                               | 324                                               |
| 1939 | 1939                                              |                                                   | 321                                               | 321                                               |
| 1946 | 1946                                              |                                                   | 545                                               | 545                                               |
| 1950 | 1950                                              |                                                   | 524                                               | 524                                               |
| 1956 | 1956                                              |                                                   | 413                                               | 413                                               |
| 1961 | 1961                                              |                                                   | 363                                               | 363                                               |
| 1967 | 1967                                              |                                                   | 354                                               | 354                                               |
| 1970 | 1970                                              |                                                   | 361                                               | 361                                               |
| 1980 | 1980                                              |                                                   | ?                                                 | ?                                                 |
| 1990 | 1990                                              |                                                   | ?                                                 | ?                                                 |
| 2000 | 2000                                              |                                                   | ?                                                 | ?                                                 |
| 2011 | 2011                                              |                                                   | 318                                               | 318                                               |
| 2015 | 2015                                              |                                                   | 292                                               | 292                                               |
| Datenquelle: Historisches Gemeindeverzeichnis für Hessen: Die Bevölkerung der Gemeinden 1834 bis 1967. Wiesbaden: Hessisches Statistisches Landesamt, 1968. Weitere Quellen: LAGIS; Zensus 2011; Stadt Kirdorf: Stadtteile im Webarchiv |                                                   |                                                   |                                                   |                                                   |

### Historische Religionszugehörigkeit
| • 1829: | 401 evangelische (= 100 %) Einwohner                               |
| • 1961: | 301 evangelische (= 82,92 %), 57 katholische (= 15,70 %) Einwohner |

## Ortsbeirat
Der Ortsbeirat besteht aus sieben Mitgliedern. Ortsvorsteher ist Horst Krick.

## Verkehr
Durch den Ort führt die Landesstraße 3151. Den öffentlichen Personennahverkehr stellen Busse der Linie VB 13 der Verkehrsgesellschaft Oberhessen im Rhein-Main-Verkehrsverbund sicher.

## Infrastruktur
- Im Dorf gibt es ein Dorfgemeinschaftshaus, ein Freibad und einen Campingplatz.